# Rainer Hampp Verlag
Der Rainer Hampp Verlag ist ein 1982 gegründeter Wissenschaftsverlag für insbesondere wirtschaftswissenschaftliche, psychologische und soziologische Literatur. Darunter sind nach Eigendarstellung Management, Personal, Arbeitsmarkt, Industrielle Beziehungen, Transformation und Unternehmensethik. Im Programm erscheinen Einzelveröffentlichungen (auch E-Books), Schriftenreihen und Fachzeitschriften. Der Verlag wurde bis Ende 2020 als Einzelunternehmen organisiert mit Unternehmenssitz in Augsburg. Zum Januar 2021 übernahm die Nomos-Verlagsgruppe das Programm und führt es als Edition Rainer Hampp fort.

## Schriftenreihen
Die Schriftenreihen werden betreut von u. a.
Dorothea Alewell,
Bernd Frick,
Hans Georg Gemünden,
Helmut Haussmann,
Hans H. Hinterhuber,
Rüdiger Kabst,
Matthias Kräkel,
Albert Martin,
Walther Müller-Jentsch,
Werner Nienhüser,
Oswald Neuberger,
Peter Pawlowsky,
Wilhelm Schmeisser,
Thorsten Teichert,
Gerd-Günter Voß,
Erich Zahn,
Michael Zerres,
der
Jackstädt-Stiftung,
und der Fachhochschule München.

## Fachzeitschriften
Der Verlag ist Herausgeber mehrerer Fachzeitschriften in englischer und deutscher Sprache:
- Industrielle Beziehungen
- International Journal of Action Research
- Journal of Competence-Based Management
- Journal of East European Management Studies
- management revue
- Zeitschrift für Personalforschung
- Zeitschrift für Wirtschafts- und Unternehmensethik